# پینکرتون (آژانس تحقیقاتی)
پینکرتون (انگلیسی: Pinkerton)، در ۱۸۵۰ به عنوان آژانس کارآگاهی ملی پینکرتون تأسیس شد. پینکرتون یک سازمان خصوصی و امنیتی است که توسط آلن پینکرتون اسکاتلندی در ایالات متحده تأسیس شد و در حال حاضر یک شرکت تابعه سکیوریتاس است.

## مشهور شدن
مشهور شدن پینکرتون زمانی بود که ادعا کرد که نقشه ترور آبراهام لینکلن، رئیس‌جمهور منتخب آمریکا، که بعدها از مأموران پینکرتون برای امنیت شخصی خود در طول جنگ داخلی آمریکا استخدام کرد را، کشف و خنثی کرده‌است.

## شکایت از راکستار
پس از عرضه بازی رستگاری سرخپوست مرده ۲در سال ۲۰۱۸، این شرکت به دلیل استفاده از نام پینکرتون در بخش هایی از بازی راکستار و تیک تو اینتراکتیو، سازندگان بازی را تهدید به شکایت کرد و خواستار دریافت غرامت گردید.